# Rivière Barbue
Pour les articles homonymes, voir Rivière Barbue.
La rivière Barbue est un affluent de la rivière Noire laquelle est un affluent de la rivière Bécancour.Elle coule dans les municipalités de Laurierville et Notre-Dame-de-Lourdes, dans la municipalité régionale de comté (MRC) de l'Érable, dans la région administrative du Centre-du-Québec, au Québec, au Canada.

## Géographie
Les principaux bassins versants voisins de la rivière Barbue sont :
- côté nord : rivière Bécancour ;
- côté est : rivière Bécancour ;
- côté sud : rivière Perdrix, rivière Noire (rivière Bécancour), rivière McKenzie, rivière Bécancour ;
- côté ouest : rivière Noire (rivière Bécancour), rivière Bécancour.

La rivière Barbue prend sa source à la limite entre les municipalités de Laurierville et de Lyster. Cette zone est située à 2,6 km au sud de la rivière Bécancour, à 3,4 km au sud du pont du village de Lyster et 4,9 km au nord-est du centre du village de Laurierville.
À partir de sa source, la rivière Barbue coule sur 15,8 km selon les segments suivants :
- 4,3 km vers le sud-ouest, jusqu'à la route 116, au village de Sainte-Julie Station ;
- 2,3 km vers le nord, en passant à travers le village, en faisant une boucle vers l'ouest, jusqu'à la confluence du ruisseau Roger-Gingras-Sud ;
- 6,0 km vers l'ouest, jusqu'à la limite entre les municipalités de Notre-Dame-de-Lourdes, Plessisville et Laurierville ;
- 3,2 km vers l'ouest, jusqu'à sa confluence.

La rivière Barbue se déverse dans un coude de rivière sur la rive est de la rivière Noire (rivière Bécancour) à 2,9 km en amont du pont de la (route 265) de Notre-Dame-de-Lourdes.

## Toponymie
Le toponyme "rivière Barbue" a été officialisé le 5 décembre 1968 à la Commission de toponymie du Québec.